# 太陽微中子

標準太陽模型中的太陽微中子（質子﹣質子鏈反應）

電子微中子是太陽進行核融合反應的一項產物，此來源的微中子稱為太陽微中子。目前穿越地球最大宗的微中子即為太陽微中子。

## 產生機制
產生太陽微中子的主要機制來自於質子﹣質子鏈反應，其為：
{\displaystyle p+p\to {\text{d}}+e^{+}+\nu _{e}\!\ }
或換言之：
2 質子 {\displaystyle \to } 氘 + 正電子 + 電子微中子。
86%的太陽微中子透過這項反應產生。如同右圖，標準太陽模型中的太陽微中子（質子﹣質子鏈反應）部份，氘會與另個質子融合而產生氦3原子（3He）及伽瑪射線，此反應可寫為：
{\displaystyle d+p\to {^{3}}He+\gamma \ }。
同位素氦4原子（4He）可由前述3He反應產生：
{\displaystyle {^{3}}He+{^{3}}He\to {^{4}}He+2p}。
當氦3與氦4都存在於同一系統時，鈹可透過融合產生：
{\displaystyle {^{3}}He+{^{4}}He\to {^{7}}Be+\gamma \ }。
目前共有四顆質子與三顆中子，鈹可有兩種不同的反應途徑。第一種是捕捉一顆電子並產生鋰7原子及一顆電子微中子：
{\displaystyle {^{7}}Be+e^{-}\to {^{7}}Li+\nu _{e}\ }。
此反應產生了14%的太陽微中子。所產生的鋰7會再與質子融合產生兩個氦4原子。
第二種反應途徑是捕捉一顆質子（在恆星中為數眾多），而產生硼8原子：
{\displaystyle {^{7}}Be+p\to {^{8}}B+\gamma \ }。
而硼8原子會透過貝他(+)衰變轉為鈹8原子，並放出正電子與電子微中子：
{\displaystyle {^{8}}B\to {^{8}}Be+e^{+}+\nu _{e}\ }。
此反應產生了約0.02%的太陽微中子，雖然為數較少，但其能量則較高。

## 觀測資料
太陽微中子最高的通量直接源自於質子﹣質子鏈反應，而其具有較低的能量，最高達400 keV。有几个其他產生的機制所造成的微中子能量則高達18 MeV。地球上的微中子通量約為7·1010 粒子數/厘米2/秒。
透過標準太陽模型可預測微中子的數量，而實際上測到的電子微中子數量僅為預測值的1/3，此即太陽微中子問題。隨後的解決方案包括了微中子振盪的概念，指出微中子可以改變它的味。在薩德伯里微中子觀測站針對各種類型的太陽微中子進行總通量測量後，證實了此概念的正確性，並且確認了微中子具有質量。
太陽模型亦可預測太陽微中子的能譜。能譜是一項研究上的關鍵資訊，原因是不同的微中子偵測實驗有各自高偵測敏感度的能量範圍。霍姆斯提克實驗使用氯，而對鈹同位素7Be衰變反應產生的太陽微中子最為敏感；薩德伯里微中子觀測站的設備則是對硼同位素8B反應產生的微中子最為敏感；使用鎵的偵測器則對質子﹣質子鏈反應產生的微中子最為敏感。
於2012年，稱作Borexino的共同研究計畫報導了偵測到低能量微中子的結果，這種微中子源於質子﹣電子﹣質子反應（英語：Proton-electron-proton, PEP；參見質子﹣質子鏈反應），太陽中每400顆氘核會產生1顆低能量微中子。此計畫的偵測器使用了100公頓的液體，每日平均發生3次偵測事件（因為碳11生成），起源是相對罕見的熱核反應。
微中子可引發核反應。不同年代的古老礦脈暴露在不同程度的微中子照射，時間尺度則長到以地質年代計；透過觀察這些礦脈則可以研究太陽光度在時間上的變化。根據標準太陽模型，太陽光度是隨著時間演變的。

## 延伸閱讀
- Haxton, W.C.; Hamish Robertson, R.G.; Serenelli, Aldo M. . Annual Review of Astronomy and Astrophysics. 2013-08-18, 51 (1): 21–61  [2022-04-15]. Bibcode:2013ARA&A..51...21H. ISSN 0066-4146. arXiv:1208.5723 . doi:10.1146/annurev-astro-081811-125539. （原始内容存档于2022-04-15） （英语）.